# کومورنیکی (استان اشوی‌داشکسیه)
کومورنیکی (به لهستانی: Komorniki) یک منطقهٔ مسکونی در لهستان است که در گمینا کلوچوسکو واقع شده‌است.